# Кокоря
Коко́ря (алт. Кӧгӧрӱ) — село в Кош-Агачском районе Республики Алтай России. Административный центр Кокоринского сельского поселения.

## Этимология
Кӧк-Ӧрӧ (алт. Кӧк — синий, голубой; алт. Ӧрӧ — верх, верхняя часть) — букв. синий верх. 

## География
Расположено на северо-востоке Чуйской степи, в междуречье рек Юстыд и Кызылшин, в 28 км к юго-востоку от районного центра — села Кош-Агач.

## Население
| 2010 | 2011  | 2012 | 2013 | 2014 | 2015 | 2016 | 2017 | 2018 |
| ---- | ----- | ---- | ---- | ---- | ---- | ---- | ---- | ---- |
| 1056 | ↗1060 | ↘993 | ↘981 | →981 | ↘977 | ↘941 | ↘925 | ↘898 |
| 2019 | 2020  | 2021 |      |      |      |      |      |      |
| ↗899 | ↗932  | ↗937 |      |      |      |      |      |      |

Национальный состав
Согласно результатам переписи 2002 года, в национальной структуре населения алтайцы составляли 94 % от общей численности населения в 1279 жителей. Коренное население села: теленгиты.

## Инфраструктура
В селе действует краеведческий музей с 4 залами, рассказывающий об археологии, истории и этнографии Кокори и её окрестностей. Музей основал в 1960-е годы директор местной школы Край Адарович Бидинов.
В селе работает турбаза «Эне-Чуй».